# 西德·艾哈迈德·加扎利
西德·艾哈迈德·加扎利（阿拉伯语：سيد أحمد غزالي；1937年3月31日—2025年2月4日），阿尔及利亚政治家，出生于马格尼耶。他是民族解放阵线党成员，前总统胡阿里·布迈丁的盟友，1966年到1977年当他成为能源和工业部长，主管阿尔及利亚国家石油公司（Sonatrach）。他是石油专家和开放型人物，曾长期同国际金融界打交道。
他以倾向于对话著称，但有时也以粗鲁的坦率以及拥有政治家的勇气而出名。人们从未对他的诚实产生怀疑。他是一名虔诚的伊斯兰教徒，但他毫不炫耀。然而，他戴的领结引起原教旨主义者的不满，后者认为这是西方的明显象征。 他从未在执政党民族解放阵线内担任要职，因此具备同所有政党达成“一致”的有利条件。
1979年，为了捍卫他的石油政策，他不惜牺牲自己的部长职务。这一举动使他一度离开政坛，被外派为驻法国大使。1984年至1988年，他在布鲁塞尔任驻欧共体大使。他反对“摧毁”伊拉克，主张和平解决海湾冲突的极其明确的立场令西方国家大为恼火。但这似乎并未损害他在国际上的声誉。
1989年，阿尔及利亚总统沙德利·本·杰迪德任命他为财政部长，不到一年又任命他为外交部长，按礼宾顺序排列，他成了阿尔及利亚政府的“二号人物”。
1991年6月5日，54岁的西德·艾哈迈德·加扎利受命组成阿尔及利亚新政府。1992年1月沙德利·本·杰迪德总统辞职，军方接手政府，穆罕默德·布迪亚夫被暗杀后不久，他于7月8日辞职。
他竞选1999年的总统选举，试图东山再起。2004年再次竞选总统，但被宪法委员会被取消资格。

## 荣誉

### 外国勋章奖章
- 旭日大绶章（日本，2024年4月29日公布[2]）